# Schloss Wiederau

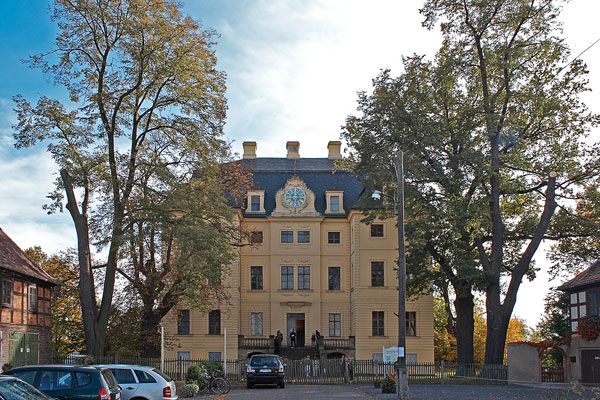
Schloss Wiederau

Das Schloss Wiederau, auch Barockschloss Wiederau, ist eine barocke Schlossanlage auf dem ehemaligen Rittergut in Wiederau, einem Ortsteil von Pegau im Landkreis Leipzig.

## Geschichte
Das Schloss zählt zu einer Reihe kunst- und baugeschichtlich wertvoller Denkmäler in der durch Bodenreform und Braunkohletagebau geprägten Landschaft im Südraum von Leipzig. Errichtet wurde die am südwestlichen Dorfrand gelegene Schlossanlage in den Jahren 1697 bis 1705. Bauherr war der 1646 in Annaberg geborene, von einem schottischen Bortenhändler abstammende Leipziger Geheimrat David Fleischer (auch bekannt als David von Fletscher). Er erwarb das Gut im Jahr 1697 für 21.000 meißnische Gulden. Das Schloss gehörte zuletzt bis 1945 der Familie von Holleuffer-Kypke.
Wer Baumeister der Wiederauer Schlossanlage war, ist nicht einwandfrei belegt. Einige Quellen schreiben das Schloss Johann Gregor Fuchs zu, der aus Dresden stammte und im Jahr 1700 zum Leipziger Ratsmaurermeister gewählt wurde. Der Kunstwissenschaftler Jörg Katerndahl leitet anhand stilistischer Vergleiche und historischer Begebenheiten her, dass nicht Johann Gregor Fuchs, sondern David Schatz das Schloss nach Plänen von Leonhard Christoph Sturm errichtet haben könnte.
Zu DDR-Zeiten war in dem Schloss u. a. ein Kindergarten untergebracht. Planmäßig hätte es in den 1990er Jahren den Braunkohlebaggern weichen sollen, doch die politische Wende verhinderte dies. 2010 wurde das Schloss an den Edelmetall-Unternehmer Geiger aus Baden-Württemberg verkauft, der 2006 bereits das Schloss Güldengossa erworben hatte. Die Schlossfassade und die Gemälde wurden aufwändig restauriert. Ein Verein setzt sich für die Zukunft des Gebäudes ein und bespielt es unregelmäßig mit Ausstellungen, Konzerten und anderen Kulturveranstaltungen. 
Eine Fachwerk-Scheune des Schlosses wurde in einer Nacht Mitte März 2015 durch Brand zerstört. Dabei wurde auch ein Nebengebäude des Schlosses beschädigt, und es entstand ein Schaden von 200.000 €.

## Architektur
Es handelt sich um ein Schloss im repräsentativen Dresdner Barockstil. Das blockhafte Bauwerk besteht aus dem Sockelgeschoss, zwei Hauptgeschossen, Mezzaningeschoss und Mansarddach. An der Hofseite springen die äußeren Achsen als kurze Flügel in der Tiefe einer Fensterachse vor, die mittlere Doppelfensterachse bildet einen Mittelrisalit mit einem verzierten Uhrengiebel. Die Südfassade und die sechsachsigen Seitenachsen sind mit flachen Mittelrisaliten versehen. Im Erdgeschoss ist der Putz mit Nuten versehen, die auch die Umrahmungen der Fenster aus Porphyrtuff umziehen. Das Obergeschoss und das Mezzaningeschoss der Hoffassade sind durch Putzfelder zart gegliedert. Die Freitreppe zum Eingangsportal aus dem Jahr 1705 ist an der Hofseite mit genuteter Umrahmung aus Porphyrtuff und einem Doppelwappen versehen. Dieser Fassadentyp wurde im Palais im Großen Garten in Dresden erstmals in der sächsischen Schlossarchitektur angewandt und auch am Schloss Knauthain verwendet.

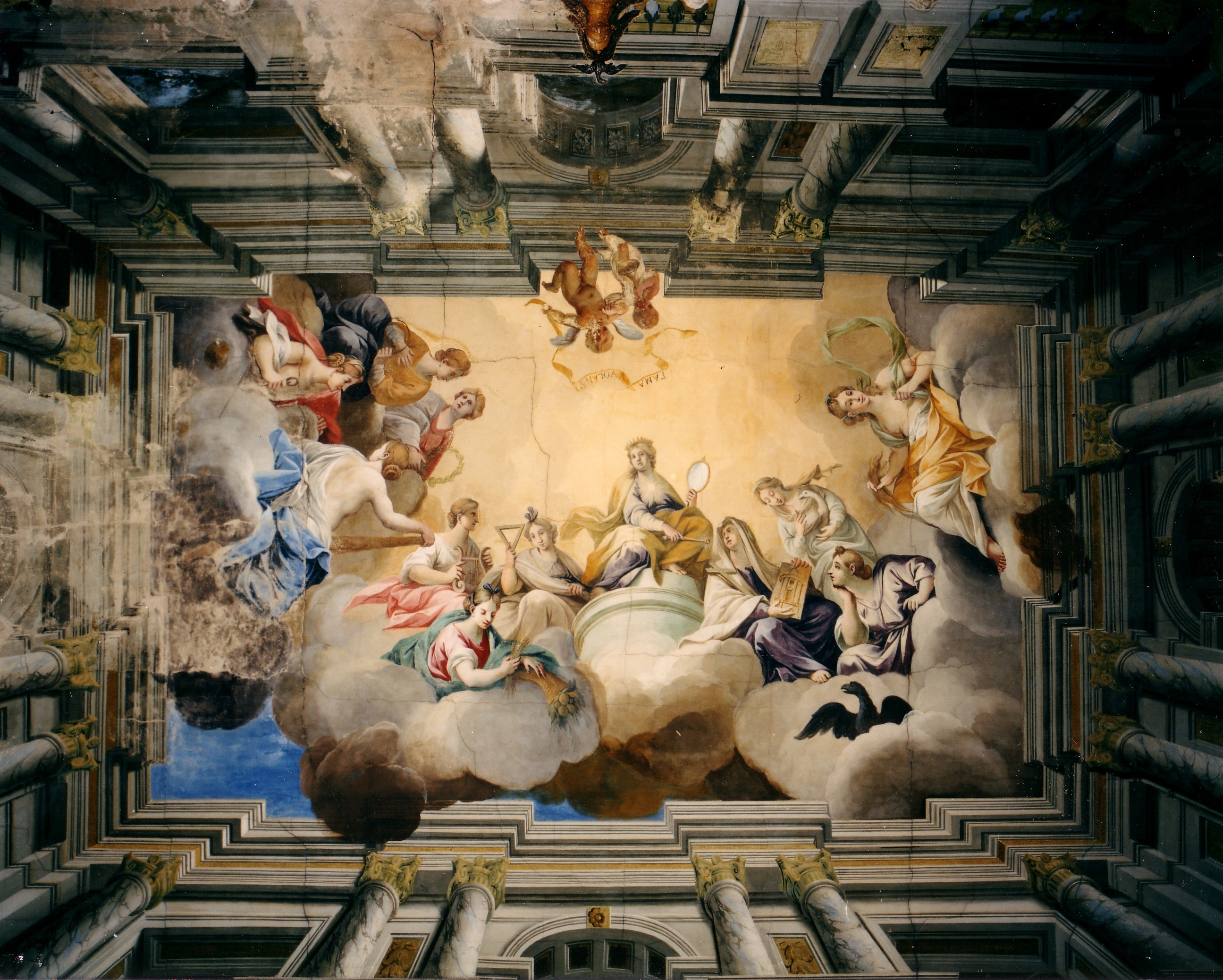
Deckengemälde im Schloss Wiederau

Im Innern ist hinter dem querrechteckigen Vestibül eine doppelt gegenläufige Treppenanlage eingebaut, die vermutlich seit 1737 eine dreiseitig umlaufende Treppe ersetzte, wie sie im Untergeschoss noch erhalten ist. Die Wand- und Deckengemälde stammen von dem italienischen Maler Giovanni Francesco Marchini, der ab 1712 für den gleichen Bauherrn in Schloss Crossen bei Eisenberg in Thüringen arbeitete. Das Deckengemälde im Tafelzimmer im Erdgeschoss zeigt eine Allegorie der friedensreichen Herrschaft mit vier Kaiserbildnissen im Stuckkartuschen.
Besonders hervorzuheben ist das Deckengemälde im Festsaal, der sich über zwei Geschosse des dreigeschössigen Bauwerks erstreckt und mit Pilastern und Kompositkapitellen gegliedert ist. Das illusionistische Deckengemälde ist eines der wertvollsten Werke dieser Gattung in Sachsen. Das Gemälde stellt das Zusammenwirken der Künste und Handwerke unter der Führung der göttlichen Vorsehung dar. Das Vorbild war die Darstellung der göttlichen Vorsehung von Andrea Sacchi im Palazzo Barberini in Rom.
An den Wänden sind über den teils nur gemalten Türen Supraportenbilder mit mythologischen Darstellungen zu sehen. Sie zeigen an der Ostwand links das Urteil des Paris, rechts den Raub des Cephalus durch Aurora; an der Westwand links die Opferung der Iphigenie, rechts Apollon und Daphne. An der Nordwand in der Mitte über dem Kamin ist der Besuch der Venus bei Vulkan dargestellt. Die Bildfelder der äußeren Wandabschnitte der Nordseite werden durch jeweils zwei von Putten leicht angehobene Stuckvorhänge bedeckt und zeigen links die bei der Verfolgung durch Aristaios durch eine Schlange gebissene Eurydike.
Die Wandgemälde an der Südseite stellen zwischen beiden Fensterreihen Putten dar, die das Wappen des Schlossherren entwerfen. Im Gebälk sind Stuckkartuschen und rote Camaieugemälde mit der Darstellung von Szenen aus den Metamorphosen des Ovid zu finden. Im Eckraum westlich neben dem Festsaal ist ein Deckengemälde mit der Darstellung des Raubes der Oreithyia durch Boreas zu sehen, im Raum in der Südostecke ein Gemälde mit Darstellungen von Fortuna und Juno. In weiteren Räumen ist Deckenstuck erhalten.

## Rezeption
Bekannt ist Wiederau auch durch eine weltliche Kantate von Johann Sebastian Bach: Angenehmes Wiederau, freue dich in deinen Auen. Der Thomaskantor komponierte sie im Jahr 1737 zu Ehren des neuen Gutsherrn Johann Christian von Hennicke, eines Günstlings des Dresdner Hofes unter August dem Starken. Dessen Enkelin Christiana Sophia erbte die Güter Wiederau, Großstockwitz und Kleindalzig; sie heiratete den kursächsisch-polnischen Küchenmeister Gottlob Erich von Berlepsch auf Urleben und starb 1789.